# Karsten Troyke
Karsten Troyke (rojen kot Karsten Bertolt Sellhorn), nemški pevec judovske glasbe in igralec, * 14. avgust 1960, Vzhodni Berlin .

## Življenjepis
Rodil se je v nemškem glavnem mestu, njegov oče je bil jud. Kot mlad je delal kot vrtnar ter s kognitivno oviranimi otroki. Študiral je petje ter dramatiko in govor. Kmalu po svojem dvajsetem letu je začel aktivno nastopati, predvsem z interpretacijo pesmi v jidišu in šansone, leta 1990 pa si je s tem začel s tem ukvarjati samostojno poklicno. S svojim nekoliko hripavim glasom je bil aktiven pri sinhronizacijah, radijskih igrah ter gledaliških predstavah.
S pesmi v jidišu je koncertiral v veliko državah, med njimi na Poljskem, Franciji, Norveškem, Belgiji, na Danskem in Švedskem, na Hrvaškem, v Izraelu, Združenih državah Amerike itd. Vodi različne delavnice izvajanja in interpretacije jidiša; bil je gostujoči profesor na Judovskem inštitutu za glasbo, na šoli za vzhodne in afriške študije v Londonu, na ameriškem Carleton College Northfield (Minnesota) in na poletni šoli Centra Medem v Parizu.

## Diskografija
- 1991 - Shuloym Alaykhem (1991)
- 1992 - Yiddish Anders (Hermann Anders - Band)
- 1994 - Leg den Kopf auf meine Knie, with writings of Selma Meerbaum-Eisinger, Itzik Manger und Abraham Sutzkever
- 1996 - Grüne Blätter
- 1997 - Jidische Vergessene Lieder
- 1999 - Shuloym Alaykhem - The Old Yiddish Songs
- 1998 - Troyke singt Kreisler
- 2001 - Chanson Total with Suzanna
- 2005 - Grüne Blätter (remastered)
- 2006 - Tango Oyf Yiddish
- 2011 - Unser war die Nacht (Troyke, Suzanna & Trio Scho), iTunes
- 2012: - Live - Klezmer Konzert (Troyke, Trio Scho), iTunes
- 2012 - Tango Oyf Yiddish Vol.2, Oriente Musik
- 2014 - Yiddish Troubadour, Raumer Records
- 2015 - Zol Zayn - Yiddish Songs, (Troyke & Daniel Weltlinger), Rectify Records
- 2015 - Ich kann tanzen, (Troyke & Daniel Weltlinger), Rectify Records

### Kot sodelujoči izvajalec
- 1993 - Tu Balval, Suzanna
- 1994 - Váci Utca, Peter M. Haas, Martin Frisch
- 1995 - T&FF Rudolstadt '94
- 1997 - Diadromes, Alec Kopyt & Poza (klezmer and Gypsy music)
- 1998 - Dui Dui, Suzanna
- 1999 - Jazz Lyrik Prosa II
- 1999 - Old Russian Popsongs, Trio Scho
- 1999 - Wege, Bettina Wegner
- 2000 - Mit Josh um halb acht, reading of Josh Sellhorn
- 2000 - Lachen und lachen lassen
- 2001 - Schlaf schneller, Genosse, Ursula Karusseit, Günther Junghans, Trio Scho
- 2001 - Alles, was ich wünsche, Bettina Wegner
- 2002 - Schweineparadies, Die Bösen Mädchen
- 2003 - Mein Bruder, Bettina Wegner
- 2004 - Liebeslieder, Bettina Wegner
- 2005 - Jazz Lyrik Prosa III
- 2005 - Der Entenkönig, radijska igra
- 2008 - a Spil af Yiddish, Mark Aizikovitch
- 2008 - Abschiedstournee, Bettina Wegner
- 2009 - Sol Sajn: Jiddische Musik in Deutschland und ihre Einflüsse (Yiddish Music in Germany and Its Influences) (Troyke Vol.2 and Vol.4), Bear Family
- 2015 - Lauter Liebeslieder, Suzanna & friends [5][6][7]